# Aere perennius
La locuzione latina aere perennius, tradotta letteralmente, significa più duraturo del bronzo (Orazio, Odi, III, 30, 1).

## Contesto
La frase completa è: Exegi monumentum aere perennius. Il poeta dice d'aver eretto un monumento, con i suoi poemi, che nei secoli sarà più duraturo del bronzo e ne renderà immortale fama e memoria.

## Curiosità
La stessa locuzione la ritroviamo nel titolo di un aforisma di Nietzsche, Incredulità nel monumentum aere perennius.Il monumento più duraturo del bronzo è, per l'autore, la costruzione di  istituzioni durevoli, progettate per i secoli. Ma l'individuo  tiene troppo strettamente conto della sua breve vita... vuole essere egli stesso a cogliere il frutto dall'albero che pianta, e perciò non ama più piantare quegli alberi... che sono destinati a far ombra a lunghe teorie di generazioni.